# Ricímero (filho de Teodorico I)
Ricímero (em latim: Ricimer), igualmente conhecido como Retemeris, foi um nobre visigótico do século V. Era filho do rei Teodorico I (r. 418–451) e irmão dos nobres Himnerido e Frederico, dos reis Torismundo (r. 451–453), Teodorico II (r. 453–466) e Eurico (r. 466–484) e de duas damas de nome desconhecido, uma que casar-se-ia com o rei suevo Requiário I (r. 448–456) e a outra que casar-se-ia com o rei vândalo Hunerico (r. 477–484).
Nada se sabe sobre ele, exceto que, na véspera da Batalha dos Campos Cataláunicos, foi enviado para casa por seu pai Teodorico ao lado de Himnerido e Frederico.